# Льгово (Старицкий район)
Льгово — деревня в Старицком районе Тверской области. Входит в состав Ново-Ямского сельского поселения.

## География
Находится в южной части Тверской области на расстоянии приблизительно 5 км на юго-восток от районного центра города Старица.

## История
Упоминается с XVI века. Деревня была отмечена ещё на карте 1825 года. В 1859 году здесь (сельцо Старицкого уезда) было учтено 59 дворов, в 1941 году — 50.

## Население
Численность населения: 431 человек (1859 год), 23 (русские 82 %) в 2002 году, 18 в 2010.